# Cercle parhélique

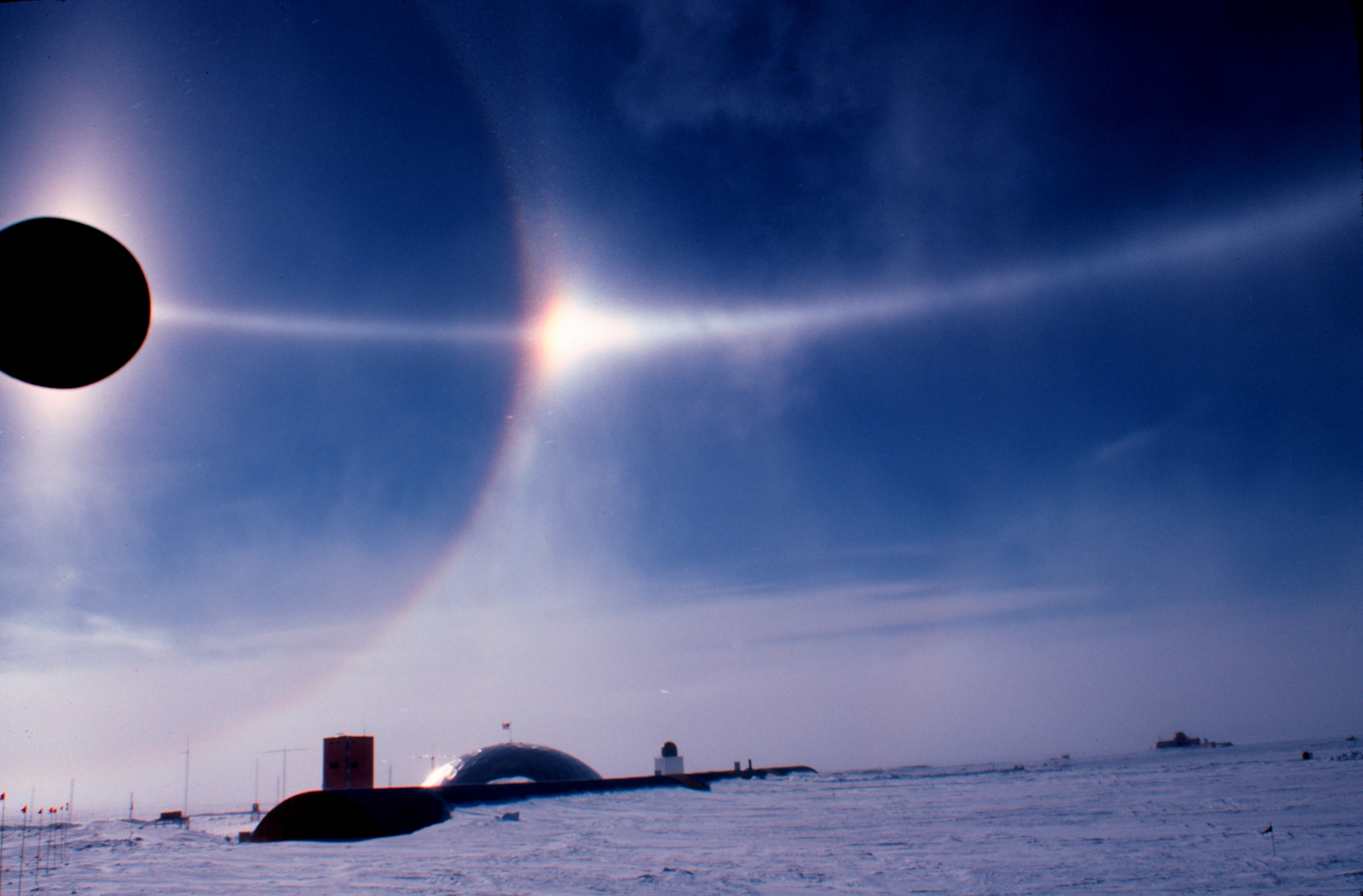
Arc parhélique bien défini (ligne horizontale) et parhélie (faux soleil) au-dessus de la Base antarctique Amundsen-Scott en janvier 1979

Le cercle parhélique est un photométéore de la famille des halos consistant en un cercle blanc horizontal situé à la même hauteur angulaire que celle du Soleil. Il est produit par la réflexion de la lumière de l'astre sur les faces internes ou externes de cristaux de glace présents dans l'atmosphère. Le même phénomène peut se produire plus rarement avec la Lune et se nomme alors arc parasélénique. Deux parhélies (ou parasélènes) se forment souvent à distance de moins de 120 degrés de chaque côté de la source lumineuse le long de l'arc.

## Principe

1 Petit halo à 22°, 2 Parhélies, 3 Colonne lumineuse, 4 Cercle parhélique, 5 Arc circumzénithal, 6 Arcs tangents, 7 Grand halo à 46°, 8 Anthélie

Ce phénomène optique est produit quand la lumière du Soleil, ou de la Lune, est réfléchie par des cristaux de glace de forme hexagonale et dont les faces sont orientées verticalement ou presque verticalement. La réflexion peut provenir de la face externe du cristal, dans la zone près du soleil, ou de réflexion interne (unique ou multiple) pour la région plus éloignée. Dans ce dernier cas, la lumière est d'abord réfractée en passant de l'air dans le cristal et il y a une certaine séparation des couleurs. Cependant, cette séparation est faible par l'angle de sortie de la lumière est presque toujours à celle d'entrée ce qui veut dire que la dispersion à la sortie annule presque celle d'entrée. Ainsi ils sont en général blanc mais près des parhélies à 120° ils peuvent avoir une teinte bleu/vert et être violacé à leurs extrémités.
Les cristaux de glace sont fournis par une mince couche nuageuse comme celle des cirrus ou un brouillard glacé. La durée du phénomène va donc varier selon les conditions atmosphériques. L'apparition des arcs parhéliques et des parhélies est plus fréquente en hiver, car les petits cristaux en forme de crayons sont plus communs à cette époque de l'année. Ils sont plus communs à de hautes latitudes pour la même raison et au cours de la journée,  ils prennent de l'altitude avec le Soleil. Ils ne sont cependant visibles que lorsque le Soleil est en dessous de 45 degrés au-dessus de l'horizon car plus haut, la lumière réfractée est invisible pour l'observateur au sol.

## Cercle subparhélique

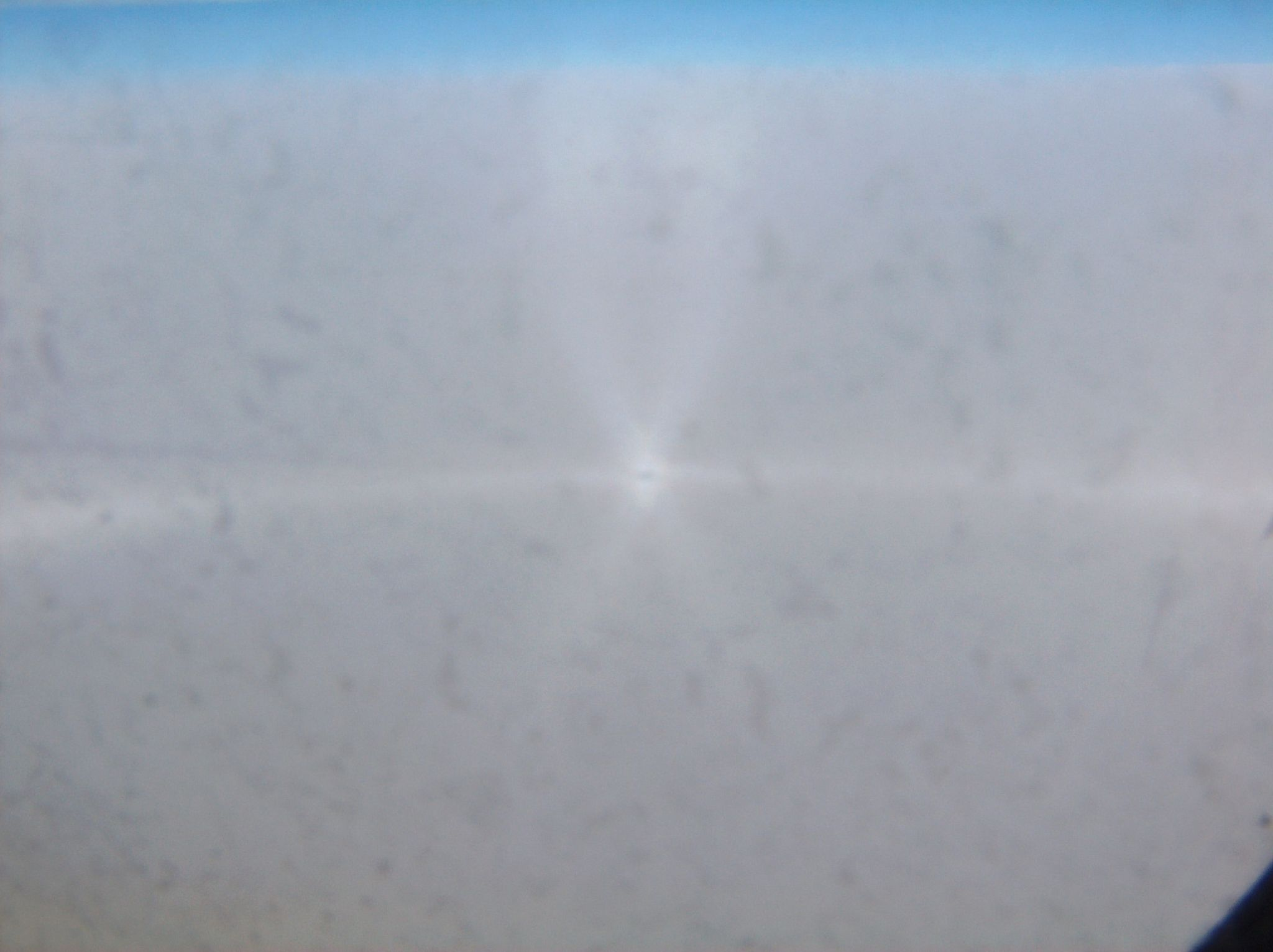
Photo du cercle subparhélique centré sur le point antisolaire vu sur les nuages lors d'un vol Bruxelles-Madrid

Le cercle subparhélique est une variante de ce phénomène sous l'horizon vu en aéronef ou en montagnes. Comme dans le cercle parhélique, les cristaux de glace réfléchissent la lumière du soleil mais comme l'observateur se situe est au-dessus de ceux-ci, le cercle se trouve sous l'horizon. Il s'agit donc d'un réflexion qui passe par le sous-soleil, plusieurs points subparanthéliques et la réflexion du point antisolaire,. Ce phénomène se nomme arc ou cercle subparasélène quand la lumière vient de la lune.

## Signification météorologique
Les arcs parhéliques peuvent indiquer l'arrivée d'un système frontal ou le développement d'une dépression, à cause de la présence des cirrus, mais, ce n'est pas une prévision bien fiable puisque les cirrus peuvent être aussi des débris de tels systèmes dans un anticyclone.